# Segunda Galicia
La Segunda Galicia è l'ottava categoria del sistema di leghe di calcio maschile in Galizia.
Costituisce il livello posteriore alla Primera Galicia. La sua organizzazione è a carico della Federazione calcistica della Galizia. Composta dq 12 gruppi, tra 12 e 18 squadre ognuno, organizzati in base alla prossimità geografica. Il suo status è dilettante.

## Denominazioni
- Segunda Regional (fino al 2006)
- Segunda Autonómica (2006–2016)
- Segunda Galicia (dal 2016)